# Dudleya candida
Dudleya candida är en fetbladsväxtart som beskrevs av Nathaniel Lord Britton och Rose. Dudleya candida ingår i släktet Dudleya och familjen fetbladsväxter. Inga underarter finns listade i Catalogue of Life.
Arten förekommer endemisk på ögruppen Islas Coronado i nordvästra Mexiko.